# Энигма (фильм, 2001)
«Энигма» (другое название: «Код „Энигма“») — фильм 2001 года режиссёра Майкла Эптеда по одноименному роману Роберта Харриса, в основе которого история вокруг криптоанализа «Энигмы». Это был последний фильм с музыкой, написанной Джоном Барри.

## Описание
В марте 1943 года лучшие умы Англии были собраны в Блетчли Парке, где их известили о самой ужасной новости — нацисты изменили ключ кода для машины «Энигма». Так как они не способны контролировать связь нацистских подлодок, в считанные часы союзнический конвой, пересекающий Атлантику с 10 тысячами пассажиров и продовольственными запасами, может быть потоплен. Команда принимает решение искать помощи у Тома Джерико, блестящего молодого математика, специалиста по кодам. Джерико пытается разгадать ещё и другую загадку, но она уже личного характера: Клэр — женщина, в которую он влюблён, — исчезла после того, как власти начали искать шпиона в Блетчли Парк. Чтобы добраться до сути обеих тайн, Джерико обращается к Эстер, лучшей подруге Клэр, которая работает в Блетчли. Вместе они пытаются опережать расследование, которое проводит агент секретной службы Уиграм. Правда оказывается иногда очень горькой.

## В ролях
| Актёр                  | Роль                  |
| ---------------------- | --------------------- |
| Дугрей Скотт           | Том Джерико           |
| Кейт Уинслет           | Эстер Уоллес          |
| Саффрон Берроуз        | Клэр Ромилли          |
| Джереми Нортэм         | Уиграм                |
| Николай Костер-Вальдау | Джозеф «Пак» Пуковски |
| Том Холландер          | Лоджи                 |
| Дональд Самптер        | Леверет               |
| Мэттью МакФейден       | Кейв                  |
| Ричард Лиф             | Бакстер               |
| Корин Редгрейв         | адмирал Троубридж     |
| Николас Роу            | Вильэрс               |
| Эдвард Хардуик         | Хевисайд              |

## Критика
Фильм критиковали за банализацию истории Блетчли-парка — из фильма выбросили линию Алана Тьюринга, гения математики, без которого «Энигма» не была бы взломана, и заменили её любовной линией Кейт Уинслет и главного героя Дагрэя Скотта. Впрочем, в прокате фильм прошёл не без успеха.